# 陈加昌
陈加昌（英語：Chin Kah Chong，1931年—2023年6月21日），新加坡作家兼首名战地记者，也是二战幸存者，曾为《中兴日报》、《益世报》、《中国报》与《泛亚通讯社》效力。从事新闻业长达半世纪的他经常奔走于政坛风云间，经历了新加坡的动荡岁月及重大的历史事件。

## 经历

### 早年生活
1931年，陈加昌在新加坡出生。
1942年，日军攻占新加坡时，陈加昌年仅11岁，住在后港一带的苏马巴椰园（Somapah Estate）。他的父亲因害怕日军滋事，在门上画了一面旭日旗，把写着“昨夕除西寇，今朝接东皇”的对联挂在门旁。
陈加昌在父亲的安排下到昭南日本学院上学，这令他掌握了日语的基础。

### 踏入新闻业
1950年，韩战爆发时，他加入了《中兴日报》。
1953至1955年期间，陈加昌兼任槟城的《光华日报》、怡保的《建国报》与吉隆坡的《中国报》三报联合特约驻新加坡记者。
在成为了《益世报》、《中国报》的记者后，他于1953年重返《中兴日报》担任采访主任。
1955年，加入《泛亚通讯社》，先后任驻越南特派员，星马区及东南亚区主任，并在万隆会议时聆听周恩来先生的发言。同年，他还采访了福利巴士工潮暴乱。
1956年2月，代表《泛亚通讯社》，以记者的身份到刚脱离法国殖民地的印支三邦，越南、柬埔寨、寮国进行长达半年的巡回采访。
1973年，他创立了《泛亚社》日本文政经新闻社。
1985年，他创办了日文《泛亚时报》双日刊。
1989至1996年期间，陈加昌曾任新加坡报业控股华文报集团新闻奖的评审委员。
陈加昌除了到越南采访战地新闻，也采访了新加坡脱离马来西亚、新加坡独立、五一三事件学潮暴动、新加坡种族暴乱等重大新闻。直至2005年才正式退休。

## 作品
| 出版年份 | 标题                                     | 出版社                     | 备注 |
| -------- | ---------------------------------------- | -------------------------- | --- |
| 1979年   | 《越南：麻烦的邻居》                     | 泛亚通讯社                 | |
| 1980年   | 《柬埔寨：预言的祭品》                   | 泛亚通讯社                 | |
| 1982年   | 《学日本、看日本：日本第一的虚虚实实》   | 泛亚通讯社                 | |
| 2011年   | 《越南：我在现场》                       | 明报出版社（世界华文媒体） | - 回忆录 - ISBN 9789814366755 (平装) - ISBN 9789813205802 (电子书)                                                        |
| 2014年   | 《越战机密档》                           | 中国发展出版社             | - 曾获《波士顿环球报》、《纽约时报》、《亚特兰大宪法报》、 《圣地亚哥联合论坛报》、《华盛顿邮报·书籍世界》推荐            |
| 2015年   | 《我所知道的李光耀：LKY Whom I Knew》    | 玲子传媒                   | - ISBN 9789814671330 - 所获奖项： - 2015年非小说类十大好书 - 2015年亚洲周刊十大好书 - 2016年新加坡文学奖非小说类大奖      |
| 2016年   | 《超越岛国思维：李光耀的建国路与两岸情》 | 远见天下文化（台湾）       | - 《亚洲周刊》年度推荐书 - ISBN 9789863209225                                                                             |
| 2018年   | 《中柬风云六十年：陈加昌历史笔记》 （China-Cambodia Relations In 60 Years）  | 玲子传媒                   | - 回忆录 - 分为《亚细安外交风云》及《中柬悲欢岁月60年》两个部分 - ISBN 9789814791601 - 入围2020年新加坡文学奖非虚构组大奖 |

### 翻译
- 篠崎护（日语：篠崎護）的《新加坡沦陷三年半》[8][9]

### 节目
- 《回望80年：战争留下的印记》[10]
- 《星期二特写之星洲头家3：郑古悦》